# Vlajka Sierry Leone

Sierraleonská vlajka
Poměr stran: 2:3

Sierraleonská námořní válečná vlajka
Poměr stran: 2:3

Vlajka Sierry Leone byla poprvé přijata 27. dubna 1961. Je tvořena listem o poměru stran 2:3 se třemi vodorovnými pruhy v barvách zelené, bílé a blankytně modré.
Zelená barva symbolizuje zemědělství, hory a přírodní zdroje, modrá je symbolem naděje, že hlavní město Freetown přispěje k míru na světě. Bílá reprezentuje jednotu a spravedlnost.

Vlajka sierraleonského prezidenta Poměr stran: 5:8

## Historie

Sierraleonská vlajka (1889–1914) Poměr stran: 1:2
Sierraleonská vlajka (1914–1961) Poměr stran: 1:2

## Commonwealth
Sierra Leone je členem Commonwealthu (který užívá vlastní vlajku) a do vyhlášení republiky roku 1971 byl hlavou státu britský panovník (Commonwealth realm), kterého zastupoval generální guvernér (viz seznam vlajek britských guvernérů).
V roce 1960 byla navržena osobní vlajka Alžběty II., určená pro reprezentaci královny v její roli hlavy Commonwealthu na územích, ve kterých neměla jedinečnou vlajku – to byl i případ Sierry Leone.
Zřejmě v roce 1961, kdy královna zemi navštívila, ale byla vytvořena speciální vlajka Alžběty II. v Sieře Leone (viz seznam vlajek Alžběty II.).  V roce 1971 se Sierra Leone stala republikou a vlajka tak pozbyla platnosti.

Osobní vlajka královny Alžběty II. v Sieře Leone (1960–1961) Poměr stran: 1:1
Vlajka Alžběty II. v Sieře Leone (1961–1971) Poměr stran: 5:8
Vlajka sierraleonského generálního guvernéra  (1961–1971) Poměr stran: 1:2